# SL X10p
Die Baureihe X10p ist eine schwedische Elektrotriebzuggattung von Storstockholms Lokaltrafik für den Betrieb auf einer Spurweite von 891 Millimetern.
Von der Baureihe SL X10p wurden von 1988 bis 1995 insgesamt 35 Einheiten vom Unternehmen Asea Brown Boveri gebaut. Sie werden im Regionalverkehr eingesetzt. Die Züge werden aus einem Triebwagen (X10p 201–235), einem Mittelwagen (UBp 801–832 ex 301–332) und einem Steuerwagen (UBxp 121–154) gebildet. Sie sind für den Betrieb mit 1500 V Gleichspannung ausgelegt und werden auf der zu Storstockholms Lokaltrafik gehörenden Roslagsbanan nahe Stockholm eingesetzt.
Die Wagen sind mit den bei der Roslagsbahn üblichen Scharfenbergkupplungen und zusätzlichen Kontaktaufsätzen versehen. Die Zugbildung ist damit freizügig möglich. Die Triebwagen sind mit zwei Führerständen ausgerüstet, das ermöglicht einen Einsatz als Einzelfahrzeug.
An den innerhalb einer Dreiwageneinheit laufenden Wagenenden gibt es offene Wagenübergänge, diese sind jedoch dem Zugpersonal vorbehalten. 

## Modernisierung
Zwischen 2012 und 2016 wurden alle 101 Wagen nach und nach modernisiert. Dabei wurde die Bestuhlung erneuert, die Innenbeleuchtung auf LED-Leuchten umgestellt und elektronische Zugzielanzeigen eingebaut. Auch wurden die Mittelwagen mit einem Niederflurbereich samt breiteren zusätzlichen Türen für den barrierefreien Zugang mit Rollstühlen oder Kinderwagen ausgestattet, wobei sich die Zahl der Sitzplätze von 80 auf 66 verringerte.